# Erich Lampert
Erich Lampert (* 3. Januar 1930) ist ein ehemaliger deutscher Fußballspieler. 

## Karriere
Erich Lampert spielte zunächst für den MFC 08 Lindenhof, ehe er Erstligafußball in der Oberliga Süd spielte. Seine 77 Spiele in der höchsten Spielklasse bestritt er für den VfR Mannheim, die Stuttgarter Kickers und den TSV Schwaben Augsburg.